# R-12 (Montenegro)
De R-12 of Regionalni Put 12 is een regionale weg in Montenegro. De weg loopt van Vilusi naar de grens met Bosnië en Herzegovina bij Deleuša en is 21 kilometer lang. In Bosnië en Herzegovina loopt de weg verder als R-431 naar Bileća.